# Sahambavy
Sahambavy est une commune rurale malgache située dans la partie centre-est de la région Haute Matsiatra.

## Géographie
D’une superficie de 192,38 km2 environ, la commune rurale de Sahambavy appartient à la région Matsiatra Ambony, et fait partie du district de Lalangina. Elle se situe à 23 km à l'est de Fianarantsoa et à 13 kilomètres de la RN 7 via Ambalakely. Elle est également traversée par le chemin de fer reliant Fianarantsoa à Manakara. Sahambavy se démarque surtout par son champ théicole, unique à Madagascar, ainsi que son lac artificiel devenu un lieu d'attraction.
La Commune Rurale de Sahambavy est délimitée :
- au Nord par la commune rurale d’Androy
- au Sud par la commune rurale de Fandrandava
- au Sud Est par la commune rurale d’Alatsinainy Ialamarina
- à l’Ouest par la commune rurale de Mahatsinjony.

## Histoire

### Toponymie de la commune

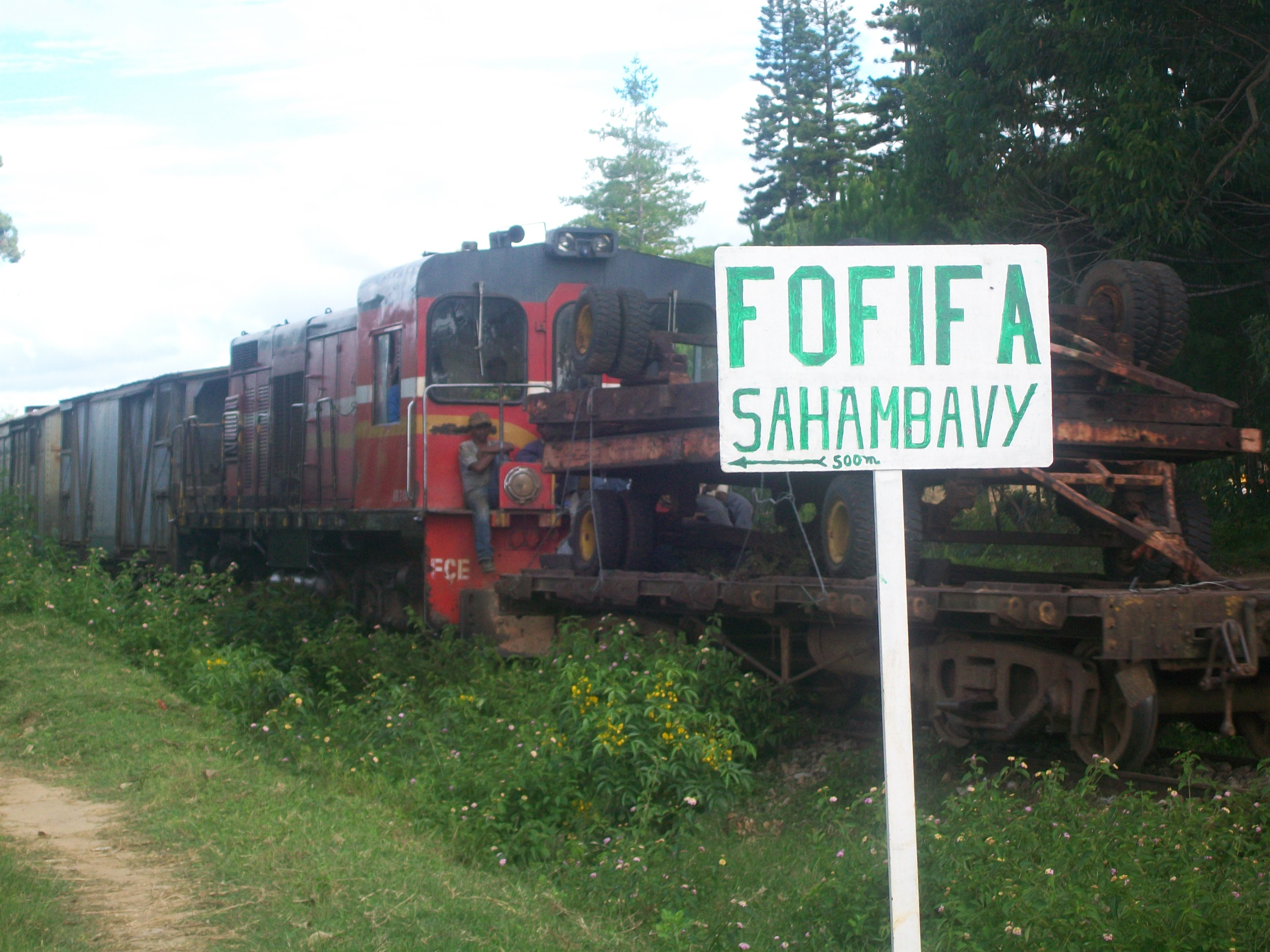
Passage du train FCE.

Le nom malgache Sahambavy signifie littéralement "champ de femmes". Le nom de la commune est emprunté à celui de la rivière Sahambavy qui prend sa source au milieu de hautes herbes tranchantes appelées "vendrana", servant de rempart à la zone de migration des trois filles du roi et de leurs serviteurs qui se situaient à Igodona. Les redoutables ennemis, appelés les Marovongo n’avaient pas pu attaquer ce domaine royal d’Igodona (situé actuellement au Nord-Ouest du Fokontany d’Antanifotsy), puisque les trois princesses avaient interdit toute sortie humaine hors de leur fief. Depuis, on avait reconnu que « la rivière était vraiment un champ de femmes puisqu’elle avait résisté au pouvoir maléfique des Marovongo ».
La gare a été baptisée sous le nom de Sahambavy en 1926, pendant l’ouverture de la ligne ferroviaire « Fianarantsoa-Côte Est » (FCE).
Le SIDEXAM portait également le même nom, que l’on appelait « Terre des colons de Sahambavy » à l’époque coloniale, qui était devenu « Terre des Malgaches » en 1947.
Pendant la  création de la commune, on a choisi  le fameux nom pour commémorer l’histoire.

### L'origine de la population
Les Hova d’Ambohipo (ancien village d’habitation de la population de Sahambavy) étaient les origines de la population de Sahambavy. Le Sahambavy actuel vient de l’évolution et de l’extension du village d’Ambohipo.
Le mouvement migratoire de la population, pour se rapprocher aux terres cultivables et effectuer des activités salariales, a engendré l’existence d’une population hétéroclite d’origine cosmopolite au niveau de la Commune de Sahambavy : tels que les Merina, les Antandroy, les Tanala, les Antesaka et les Betsileo qui sont les plus nombreux.

### Histoire du développement de la commune
Nouvellement créée, la Commune de Sahambavy a été constituée à partir de quelques Fokontany des Communes environnantes, entre autres :
- Antamiana, Bedia qui étaient des fokontany constituant la Commune de Mahatsinjony;
- Ambalavao- Ivondrona et Ambohimandroso qui sont des ex- fokontany de la Commune de Fandrandava.

À l’origine, la CR de Sahambavy a été constituée par 5 Fokontany. Afin d’assurer le rapprochement administratif et de favoriser la maîtrise du développement, le nombre des Fokontany a été augmenté et porté actuellement à 10.

## Démographie

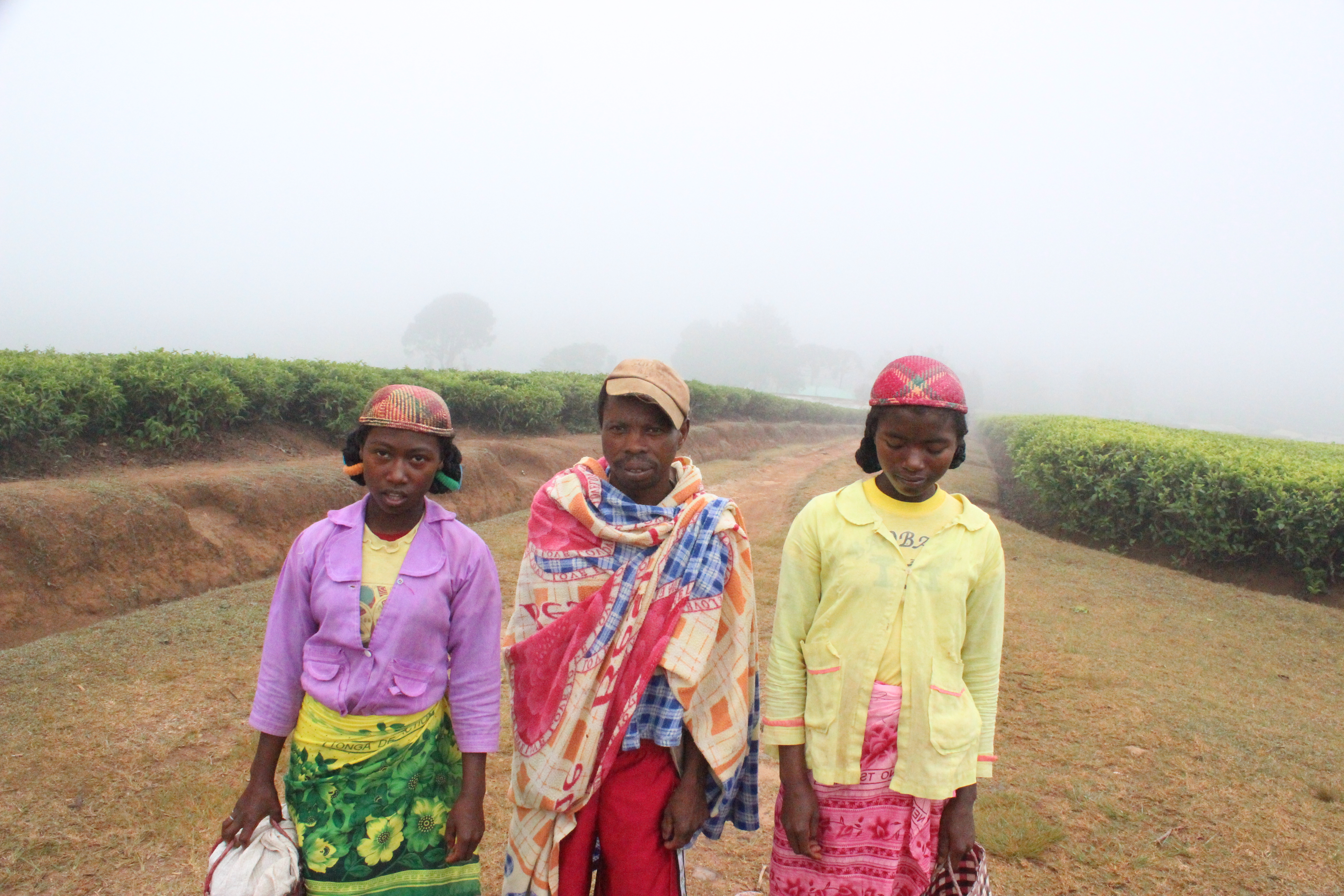
Habitants de Sahambavy.

## Économie
La population de la commune de Sahambavy vit de l'agriculture. Mais la principale activité de la population tourne autour de la cueillette des feuilles de thé, dont extrait le « Ranomboafotsy » et le « thé sahambavy » qui sont les deux plus connus. Il s'agit de l'unique plantation de thé de Madagascar avec près de 500 hectares de plantations créée dans les années 1970 à l'aide de boutures originaires du Kenya dont 80% de la production est exporté vers ce pays,. La plantation théicole, devenue un lieu touristique, est gérée par société SIDEXAM. La commune attire également les touristes grâce à l'unique établissement hôtelier situé au sud de la commune, le Lac Hôtel.

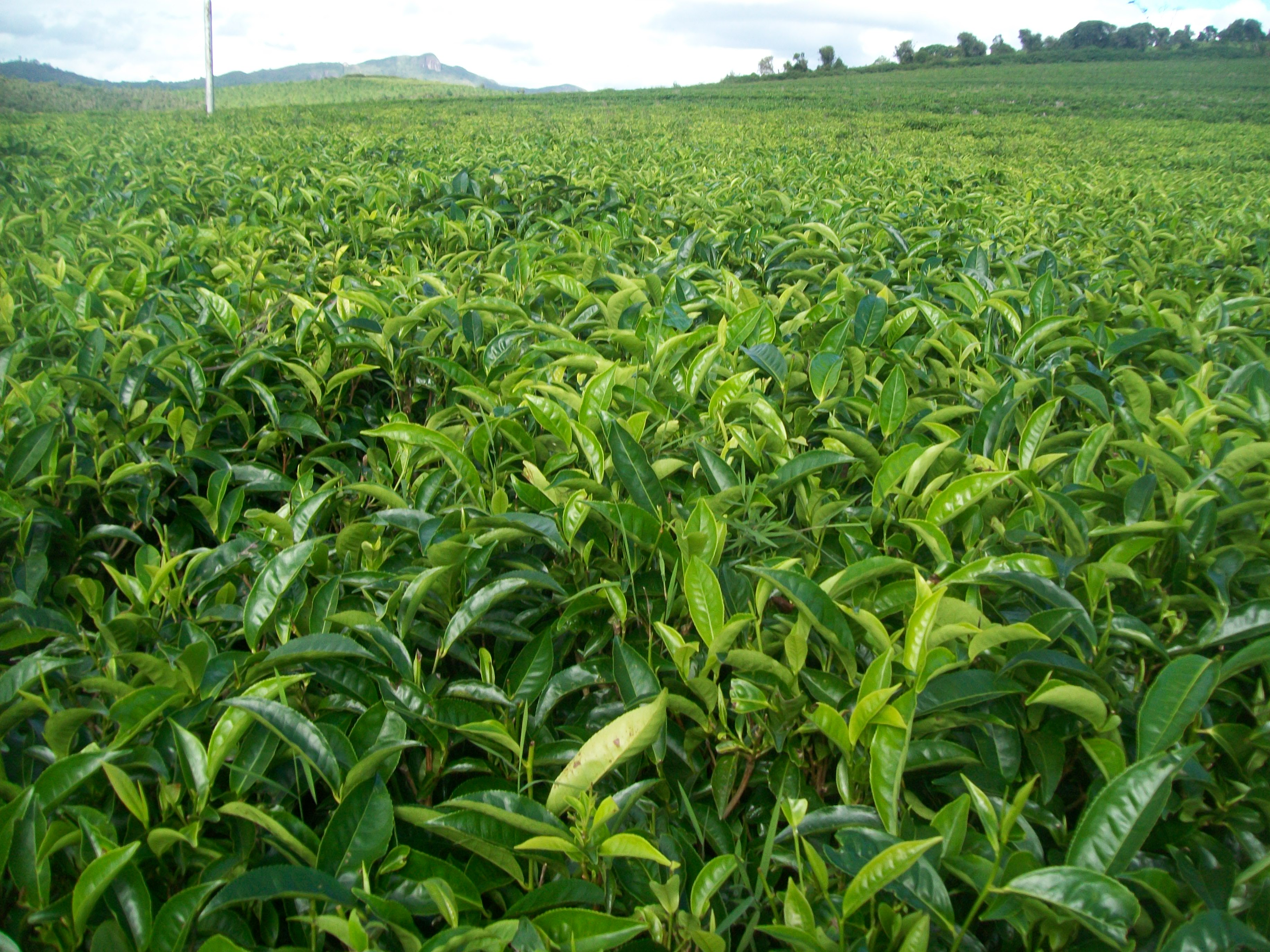
Plantation de thé.
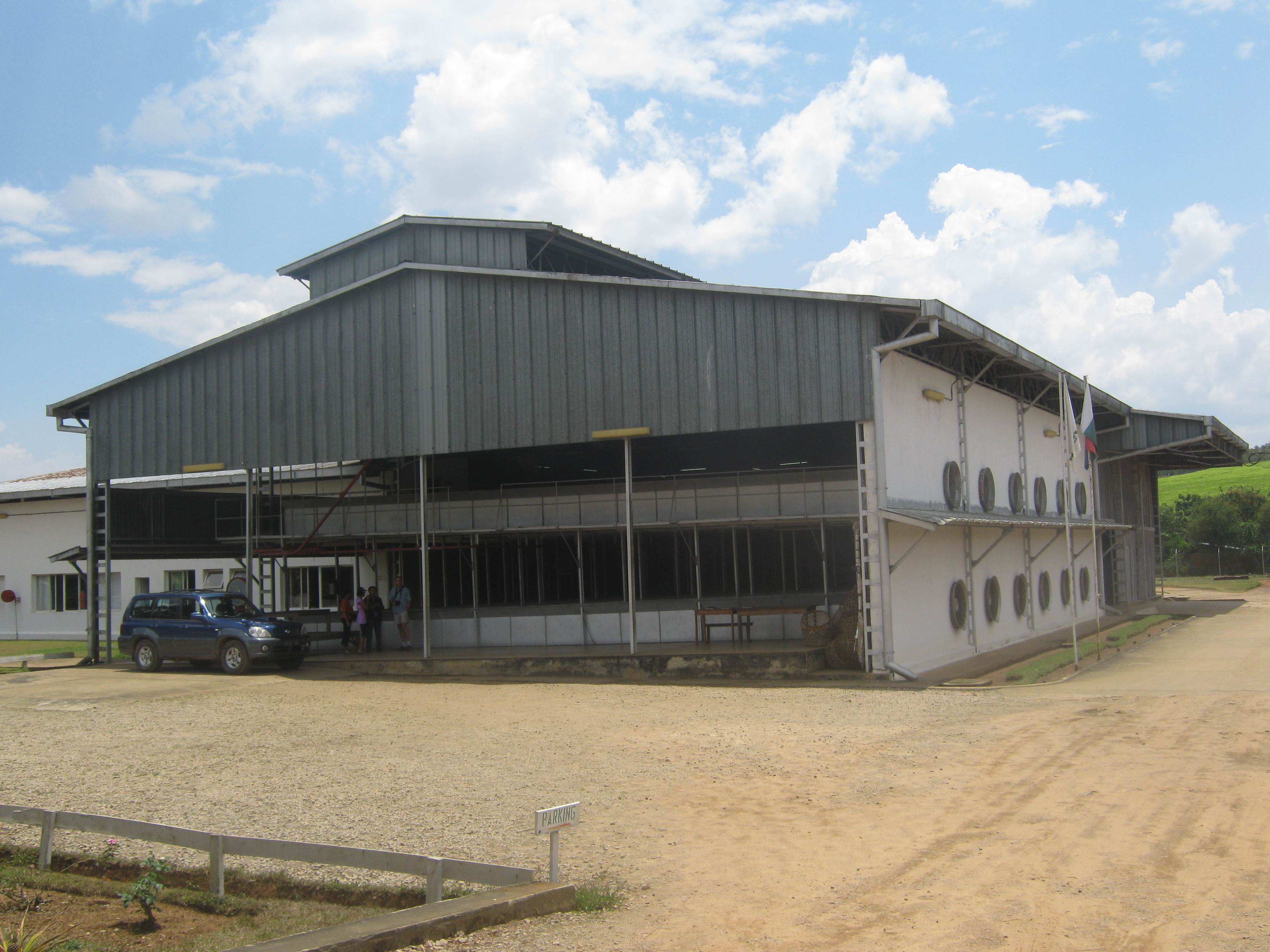
Usine théicole de Sahambavy.
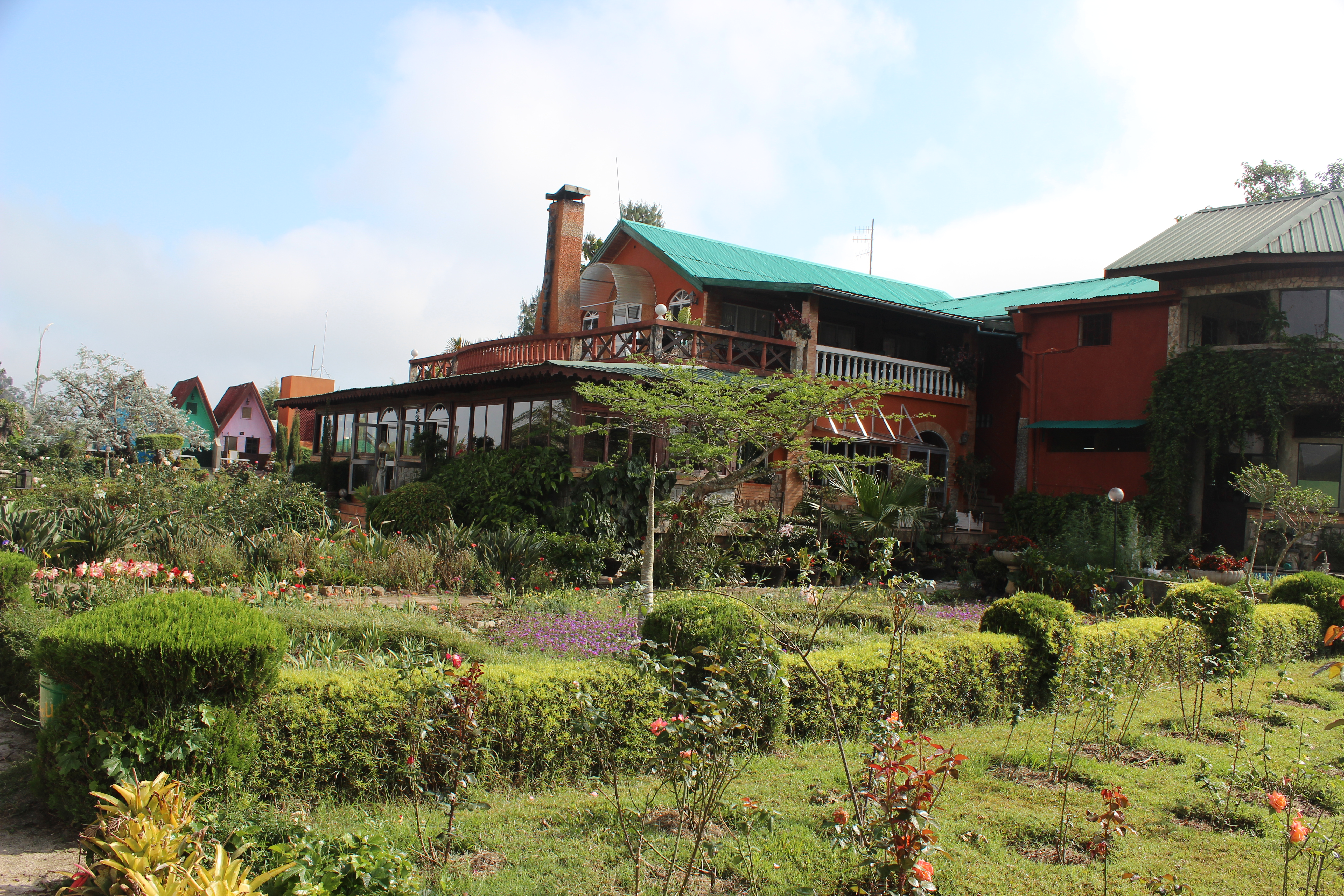
Maison principale du Lac Hôtel.